# Wolfgang Kindl
Wolfgang Kindl (Innsbruck, 18 aprile 1988) è uno slittinista austriaco, due volte medaglia d'argento olimpica a Pechino 2022, nel singolo e nella gara squadre, campione del mondo nel singolo e nel singolo sprint ad Innsbruck 2017 e nella staffetta mista doppio a Whistler 2025 e vincitore di un trofeo di Coppa del Mondo nel doppio.

## Biografia
Ha iniziato a gareggiare per la nazionale austriaca nelle varie categorie giovanili, dove ha ottenuto quali migliori risultati la vittoria nella classifica finale della Coppa del Mondo juniores nel singolo nel 2006/07, nonché una medaglia d'oro ed una di bronzo ai campionati mondiali juniores, sempre nel singolo.

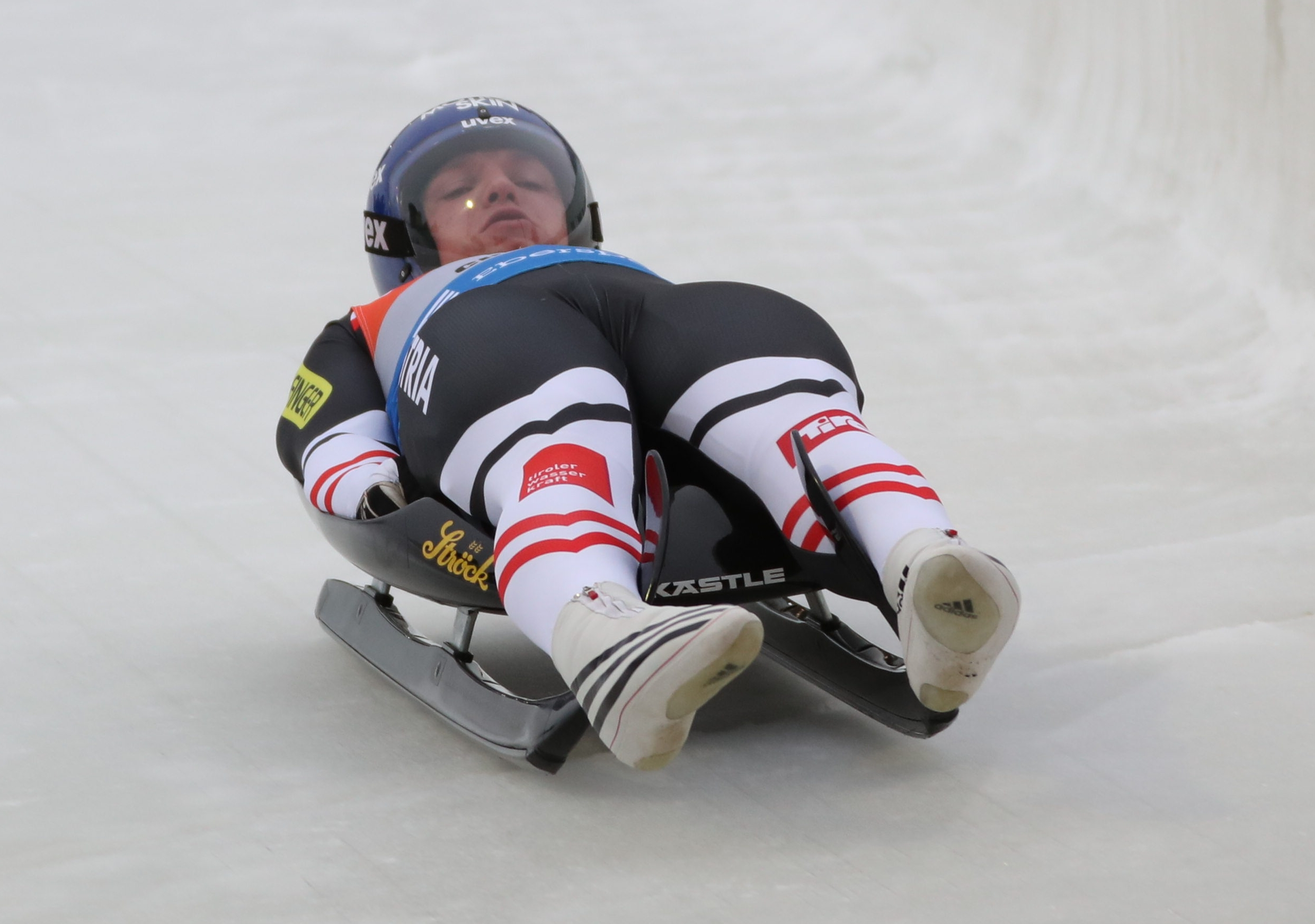
Kindl in gara a Winterberg nel 2017

A livello assoluto ha esordito in Coppa del Mondo nella stagione 2006/07, ha conquistato il primo podio il 10 gennaio 2010 nella gara a squadre a Winterberg (2°) e la prima vittoria il 1º febbraio 2015 nel singolo a Lillehammer. In classifica generale si è classificato al secondo posto nel 2015/16 nella specialità del singolo mentre ha vinto il trofeo del singolo sprint nel 2017/18 e nel 2021/22.
Ha preso parte a quattro edizioni dei Giochi olimpici invernali: sia a Vancouver 2010, sia a Soči 2014 e sia a Pyeongchang 2018 è giunto nono nel singolo, mentre a Pechino 2022 ha conquistato la medaglia d'argento nella prova individuale sia in quella a staffetta; nell'edizione del 2014 ha inoltre concluso al settimo posto la gara a squadre.
Ha preso parte altresì a dodici edizioni dei campionati mondiali conquistando un totale di cinque medaglie, delle quali due d'oro. Nel dettaglio i suoi risultati nelle prove iridate sono stati, nel singolo: diciannovesimo a Innsbruck 2007, ventisettesimo a Oberhof 2008, dodicesimo a Lake Placid 2009, ottavo a Cesana Torinese 2011, dodicesimo ad Altenberg 2012, ottavo a Whistler 2013, medaglia di bronzo a Sigulda 2015, medaglia di bronzo a Schönau am Königssee 2016, medaglia d'oro a Innsbruck 2017, ottavo a Winterberg 2019, medaglia di bronzo a Soči 2020 e settimo a Schönau am Königssee 2021; nel singolo sprint: quinto a Schönau am Königssee 2016, medaglia d'oro a Innsbruck 2017, ottavo a Winterberg 2019, ottavo a Soči 2020 e quindicesimo a Schönau am Königssee 2021; nelle prove a squadre: quarto a Whistler 2013, sesto a Sigulda 2015, sesto a Schönau am Königssee 2016 e quinto a Innsbruck 2017. Nella rassegna di Cesana Torinese 2011 ha conseguito inoltre la medaglia d'argento nella speciale classifica riservata agli under 23.
Nelle competizioni continentali, ha ottenuto una medaglie d'argento e una di bronzo nella gara individuale e due d'argento in quella a squadre, vinte rispettivamente nelle edizioni di Sigulda 2010 e Schönau am Königssee 2017.

## Palmarès

### Olimpiadi
- 2 medaglie:
  - 1 argento (singolo, gara a squadre a Pechino 2022).

### Mondiali
- 9 medaglie:
  - 3 ori (singolo, singolo sprint a Innsbruck 2017; staffetta mista doppio a Whistler 2025);
  - 3 argenti (doppio, doppio sprint ad Altenberg 2024; gara a squadre a Whistler 2025);
  - 3 bronzi (singolo a Sigulda 2015; singolo a Schönau am Königssee 2016; singolo a Soči 2020).

### Europei
- 7 medaglie:
  - 3 ori (singolo a Sankt Moritz 2022; doppio, gara a squadre ad Innsbruck 2024);
  - 3 argenti (singolo, gara a squadre a Sigulda 2010; gara a squadre a Schönau am Königssee 2017);
  - 1 bronzo (singolo a Schönau am Königssee 2017).

### Mondiali under 23
- 1 medaglia:
  - 1 argento (singolo a Cesana Torinese 2011).

### Mondiali juniores
- 2 medaglie:
  - 1 oro (singolo a Lake Placid 2008);
  - 1 bronzo (singolo a Cesana Torinese 2007).

### Coppa del Mondo
- Miglior piazzamento in classifica generale nel singolo: 2° nel 2015/16, nel 2017/18 e nel 2021/22.
- Vincitore della classifica generale del doppio nel 2023/24.
- Vincitore della classifica di specialità del singolo sprint nel 2017/18 e nel 2021/22.
- Vincitore della classifica di specialità del doppio nel 2023/24.
- 75 podi (28 nel singolo, 10 nel singolo sprint, 1 nelle staffette miste singolo, 13 nel doppio, 2 nel doppio sprint, 2 nelle staffette miste doppio, 19 nelle gare a squadre):
  - 20 vittorie (7 nel singolo, 4 nel singolo sprint, 1 nelle staffette miste singolo, 4 nel doppio, 4 nelle gare a squadre);
  - 24 secondi posti (10 nel singolo, 2 nel singolo sprint, 3 nel doppio, 2 nel doppio sprint, 2 nelle staffette miste doppio, 5 nelle gare a squadre);
  - 31 terzi posti (11 nel singolo, 4 nel singolo sprint, 6 nel doppio, 10 nelle gare a squadre).

#### Coppa del Mondo - vittorie
| Data             | Luogo                | Paese         | Disciplina                                                                            |
| ---------------- | -------------------- | ------------- | ------------------------------------------------------------------------------------- |
| 1º febbraio 2015 | Lillehammer          | Norvegia      | Singolo                                                                               |
| 12 dicembre 2015 | Park City            | Stati Uniti   | Singolo sprint                                                                        |
| 16 dicembre 2017 | Lake Placid          | Stati Uniti   | Singolo sprint                                                                        |
| 7 gennaio 2018   | Schönau am Königssee | Germania      | Singolo                                                                               |
| 25 novembre 2018 | Innsbruck            | Austria       | Singolo sprint                                                                        |
| 30 novembre 2018 | Whistler             | Canada        | Singolo                                                                               |
| 7 dicembre 2018  | Calgary              | Canada        | Singolo                                                                               |
| 12 dicembre 2021 | Altenberg            | Germania      | Singolo                                                                               |
| 19 dicembre 2021 | Innsbruck            | Austria       | Singolo sprint                                                                        |
| 22 gennaio 2022  | Sankt Moritz         | Svizzera      | Singolo                                                                               |
| 5 febbraio 2023  | Altenberg            | Germania      | Gara a squadre con Madeleine Egle, Yannick Müller e Armin Frauscher                   |
| 13 gennaio 2024  | Innsbruck            | Austria       | Doppio con Thomas Steu                                                                |
| 14 gennaio 2024  | Innsbruck            | Austria       | Gara a squadre con Madeleine Egle, Thomas Steu, Jonas Müller, Selina Egle e Lara Kipp |
| 10 febbraio 2024 | Oberhof              | Germania      | Doppio con Thomas Steu                                                                |
| 17 febbraio 2024 | Oberhof              | Germania      | Doppio con Thomas Steu                                                                |
| 15 dicembre 2024 | Oberhof              | Germania      | Gara a squadre con Madeleine Egle, Thomas Steu, Jonas Müller, Selina Egle e Lara Kipp |
| 15 febbraio 2025 | Pyeongchang          | Corea del Sud | Singolo                                                                               |
| 15 febbraio 2025 | Pyeongchang          | Corea del Sud | Doppio con Thomas Steu                                                                |
| 16 febbraio 2025 | Pyeongchang          | Corea del Sud | Staffetta mista singolo con Lisa Schulte                                              |
| 23 febbraio 2025 | Yanqing              | Cina          | Gara a squadre con Lisa Schulte, Thomas Steu, Jonas Müller, Selina Egle e Lara Kipp   |

### Coppa del Mondo juniores
- Vincitore della Coppa del Mondo juniores nel singolo nel 2006/07.